# Daniela Virgilio
Daniela Virgilio (Roma, 26 dicembre 1983) è un'attrice italiana.

## Biografia
Debutta in ambito cinematografico nel 2006 interpretando il ruolo della protagonista femminile ne Il bosco fuori, film horror diretto da Gabriele Albanesi. L'anno seguente si diploma al Centro sperimentale di cinematografia di Roma.
Nel 2008 debutta nella serie televisiva, diretta da Stefano Sollima, Romanzo criminale nel ruolo di Patrizia, una prostituta legata al Dandi, boss della banda della Magliana. Nel 2009 prende parte alla fiction Intelligence - Servizi & segreti nel ruolo della spietata killer Katia.
Nel 2012 partecipa al video Parole di ghiaccio del rapper Emis Killa. L'anno successivo si fa notare per la sua interpretazione in Vinodentro di Ferdinando Vicentini Orgnani.

## Filmografia

### Cinema
- Il bosco fuori, regia di Gabriele Albanesi (2006)
- So che c'è un uomo, regia di Gianclaudio Cappai (2009) - Mediometraggio
- Immaturi, regia di Paolo Genovese (2011)
- Ti presento un amico, regia di Carlo Vanzina (2011)
- Hypnosis, regia di Simone Julian Cerri Goldstein e Davide Tartarini (2011)
- Ombre, regia di Emanuele Pica (2011) - Cortometraggio
- Good As You - Tutti i colori dell'amore, regia di Mariano Lamberti (2012)
- Workers - Pronti a tutto, regia di Lorenzo Vignolo (2012)
- Vinodentro, regia di Ferdinando Vicentini Orgnani (2013)
- Third Person, regia di Paul Haggis (2013)
- La solita commedia - Inferno, regia di Fabrizio Biggio, Francesco Mandelli e Martino Ferro (2015)
- Quel bravo ragazzo, regia di Enrico Lando (2016)
- Maria per Roma, regia di Karen Di Porto (2017)
- Questione di karma, regia di Edoardo Falcone (2017)
- Tapirulàn, regia di Claudia Gerini (2022)
- Mamma qui comando io, regia di Federico Moccia (2023)
- I soliti idioti 3 - Il ritorno, regia di Francesco Mandelli, Fabrizio Biggio e Martino Ferro (2024)

### Televisione
- Romanzo criminale - La serie, regia di Stefano Sollima (2008-2010)
- Intelligence - Servizi & segreti, regia di Alexis Sweet - serie TV (2009)
- Rex, regia di Andrea Costantini - episodio "Una voce nella folla" (2012)
- I segreti di Borgo Larici, regia di Alessandro Capone - serie TV (2013)
- Un passo dal cielo, regia di Jan Maria Michelini (2017)
- Rosy Abate - Seconda stagione, regia di Giacomo Martelli - serie TV, episodio 2x01 (2019)
- Chiamami ancora amore, regia di Gianluca Maria Tavarelli - miniserie TV, episodio 1x06 (2021)
- Doc - Nelle tue mani - serie TV, episodio 2x07 (2022)
- Studio Battaglia, regia di Simone Spada - serie TV, episodi 1x02-2x05 (2022-2024)
- Non ci resta che il crimine - La serie, regia di Massimiliano Bruno e Alessio Maria Federici - serie TV, 3 episodi (2023)
- Le indagini di Lolita Lobosco, regia di Renato De Maria - serie TV, episodi 3x02-3x04 (2024)